# We should be together (Allen Reynolds)
We should be together is een lied dat werd geschreven door Allen Reynolds. Het nummer werd voor het eerst op single uitgebracht door Don Williams in 1974. Twee jaar later kwamen The Cats met een coverversie.
Een lied met dezelfde titel werd een nummer 1-hit van Cliff Richard.

## Don Williams
In 1974 bracht de Amerikaanse zanger het nummer We should be together uit op single. In lijn met zijn stijl is deze versie een countrynummer.

## The Cats
In 1976 kwam de Volendamse band The Cats met een coverversie van het nummer in de palingsound. Opnieuw was Erik van der Wurff de arrangeur. 
De B-kant van de single, Looking back over my yesterday, werd geschreven door Piet Veerman en Jaap Schilder. We should be togehter verscheen op de elpee Homerun uit 1976.

### Hitnotering
De single stond vijf weken in de Nederlandse hitlijsten en bereikte in de Top 40 nummer 16 als hoogste notering en in de Single Top 100 nummer 13 terecht. Verder kwam het nummer ook in de hitlijsten van andere landen terecht, zoals in Duitsland en België.

#### Nederlandse Top 40
| Positie: | 24 | 16 | 17 | 17 | 34 | uit |

#### NederlandseDaverende 30
| Positie: | 29 | 15 | 14 | 13 | 23 | uit |

#### BelgischeBRT Top 30
| Positie: | 25 | 30 | uit |